# Tarsotropidus speciosus
Tarsotropidus speciosus är en skalbaggsart som först beskrevs av Johan Wilhelm Dalman 1817.  Tarsotropidus speciosus ingår i släktet Tarsotropidus och familjen långhorningar.
Artens utbredningsområde är Sierra Leone. Inga underarter finns listade i Catalogue of Life.